# Suita kalifornijska
Suita kalifornijska (ang. California Suite) – amerykańska tragikomedia z 1978 roku w reżyserii Herberta Rossa, zrealizowana na podstawie sztuki Neila Simona. Film nowelowy poświęcony czterem historiom gości apartamentu w luksusowym hotelu. Zdjęcia kręcono w Los Angeles, Malibu, Burbank i Beverly Hills.
Za rolę nominowanej do Oscara brytyjskiej aktorki, która ostatecznie przegrywa, Maggie Smith otrzymała w rzeczywistości statuetkę Oscara dla najlepszej aktorki drugoplanowej.

## Obsada
- Michael Caine – Sidney Cochran
- Maggie Smith – Diana Barrie
- Jane Fonda – Hannah Warren
- Walter Matthau – Marvin Michaels
- Alan Alda – Bill Warren
- Richard Pryor – Dr Chauncey Gump
- Bill Cosby – Dr Willis Panama
- Elaine May – Millie Michaels

i inni